# ONLY YOU 〜since coming For Life〜 + Single Collection
『ONLY YOU 〜since coming For Life〜 + Single Collection』（オンリー・ユー シンス・カミング・フォーライフ プラス・シングル・コレクション）は、吉田拓郎のベスト・アルバム。2011年12月28日にフォーライフから発売された。

## 解説
- 『ONLY YOU 〜since coming For Life〜』の発売30周年を記念して発売されたアルバム。
- Disc1は『ONLY YOU 〜since coming For Life〜』と同じ内容、Disc2には1975年から1980年代半ばにリリースされたアルバム未収録のシングルA面・B面が収録されている。

## 収録曲
- 作詞・作曲：吉田拓郎（特記以外）

### Disc1
1. サマーピープル
作詞：岡本おさみ 編曲:松任谷正隆
2. 流星
編曲：鈴木茂
3. 明日に向って走れ
編曲：松任谷正隆
4. 元気です
編曲：青山徹・大村雅朗
5. 春を待つ手紙
編曲：吉田拓郎
6. 愛の絆を
作詞：岡本おさみ　編曲：松任谷正隆
シングル版とはアレンジが異なる。
7. 外は白い雪の夜
作詞：松本隆 編曲：吉田拓郎
オリジナル版とはアレンジが異なる。
8. チークを踊ろう
編曲：石川鷹彦
9. たえこMY LOVE
編曲：松任谷正隆
シングル版とはアレンジが異なる。
10. 舞姫
作詞：松本隆 編曲：松任谷正隆
11. となりの町のお嬢さん
編曲：松任谷正隆
12. あの娘といい気分
編曲：松任谷正隆
シングル版とはアレンジが異なる

### Disc2
1. 流れる
編曲：松任谷正隆
2. もうすぐ帰るよ
作詞：岡本おさみ 編曲：吉田拓郎・石川鷹彦
3. Voice
作詞：岡本おさみ 編曲：吉田拓郎・石川鷹彦
4. 隠恋慕
作詞：松本隆 編曲：松任谷正隆
5. アイランド
編曲：鈴木茂
6. あの娘といい気分 (Single Ver.)
編曲：Booker T. Jones
7. あいつ
編曲：Booker T. Jones
8. 証明
編曲：吉田拓郎
9. サマータイムブルースが聴こえる
作詞：松本隆 編曲：松任谷正隆
10. SORA
編曲：吉田拓郎
11. まあ まあ
編曲：吉田拓郎